# Todirostrum poliocephalum
Todirostrum poliocephalum е вид птица от семейство Tyrannidae.

## Разпространение
Видът е разпространен в Бразилия.